# Alessio IV Angelo
Alessio IV Angelo (in greco Αλέξιος Δ' Άγγελος?; 1182 circa – Costantinopoli, 8 febbraio 1204) è stato un imperatore bizantino. Fu basileus dei romei dal 1203 fino alla sua morte.
Era figlio dell'imperatore Isacco II Angelo e della sua prima consorte, Irene. Fu l'ultimo sovrano della dinastia degli Angelo e per conquistare il trono portò l'armata della Quarta crociata alla conquista di Costantinopoli. La sua incapacità di mantenere le promesse fatte fu la causa infine del crollo dell'impero bizantino, dopo il sacco di Costantinopoli.

## Biografia

### L'alleanza con i Crociati e la conquista del potere
Alessio fu imprigionato dallo zio Alessio III quando questi spodestò il fratello, Isacco II, anch'egli incarcerato, e accecato. Riuscì a fuggire e si rifugio presso Filippo di Svevia.
Nel 1202, dopo la presa di Zara da parte dell'armata crociata, prese contatto con Bonifacio I del Monferrato, capo della spedizione, ed Enrico Dandolo, doge di Venezia, stipulando con i capi latini il Trattato di Zara.
Con questo patto Alessio, in cambio dell'aiuto fornito dai crociati al suo tentativo di conquistare il trono, si impegnava a fornire aiuti economici e militari alla loro impresa, e inoltre ad impegnarsi affinché il clero greco riconoscesse la superiorità del Papa, ricomponendo in questo modo lo scisma che si era aperto nel 1054. I crociati, formalmente diretti in Egitto, accettarono, sperando in questo modo di riuscire a saldare il debito contratto con la Repubblica di Venezia, la cui flotta trasportava la spedizione.
Il 24 giugno i crociati arrivarono in vista della capitale imperiale; due giorni dopo, Alessio cercò di farsi proclamare imperatore dalla popolazione, che invece lo respinse, considerandolo un traditore, soprattutto per il suo impegno a far accettare alla Chiesa orientale la supremazia di Roma. L'assedio durò fino alla notte tra il 17 e il 18 luglio, quando i crociati, guidati dall'anziano doge Enrico Dandolo, scalarono le mura e tentarono di entrare in città.
Costantinopoli vide i soldati crociati mettere in atto una carneficina: Alessio III prima si nascose nel palazzo, poi fuggì via nave. La popolazione di Bisanzio trasse Isacco II fuori dalla prigione e questi, rivestito degli indumenti imperiali, ricevette il figlio. Solo ad agosto Alessio salì al trono come Alessio IV, ma fu costretto ad accettare Isacco come co-imperatore. Forse per rafforzare il suo potere, ottenne dai crociati che non ripartissero subito per l'Egitto, come altrimenti avrebbero fatto, ma si fermassero fino alla primavera successiva.

### La fine della dinastia degli Angeli
Già durante l'autunno, dopo una sfortunata campagna congiunta in Tracia, i rapporti tra gli Imperatori e i Latini si deteriorarono, e la situazione si aggravò a causa dell'aperta ostilità dei greci ai crociati. Il 19 agosto i Latini furono banditi dalla città e in novembre i crociati lanciarono un ultimatum agli Imperatori, affinché rispettassero le promesse della Pace di Zara. Alessio e Isacco erano riusciti ad alienarsi oramai tutti i possibili alleati: il popolo ed il clero osteggiavano la loro politica religiosa, i Latini pretendevano il soddisfacimento delle promesse ed ora anche il palazzo si mosse contro di loro, a causa della loro azione di governo considerata troppo prona ai voleri dei soldati occidentali. L'8 febbraio del 1204 una congiura portò al potere Alessio Ducas, un alto cortigiano, che subito si sbarazzò dei suoi predecessori spodestati: Alessio fu fatto strangolare insieme al padre.

## Ascendenza
|                          |             |                    | Genitori            |  |  | Nonni |  |  | Bisnonni          |  |  | Trisnonni      |  |
|                          |             |                    |                     |  |  |       |  |  | Costantino Angelo |  |  | Manuele Angelo |  |
|                          |             |                    |                     |  |  |       |  |  | Costantino Angelo |  |  | Manuele Angelo |  |
|                          |             | …                  |                     |  |  |       |  |  | Costantino Angelo |  |  |                |  |
| Andronico Ducas Angelo   |             |                    |                     |  |  |       |  |  | Costantino Angelo |  |  |                |  |
|                          |             | Teodora Comnena    | Alessio I Comneno   |  |  |       |  |  |                   |  |  |                |  |
|                          |             | Teodora Comnena    | Alessio I Comneno   |  |  |       |  |  |                   |  |  |                |  |
|                          |             | Teodora Comnena    | Irene Ducaena       |  |  |       |  |  |                   |  |  |                |  |
| Isacco II Angelo         |             | Teodora Comnena    |                     |  |  |       |  |  |                   |  |  |                |  |
|                          |             | …                  | …                   |  |  |       |  |  |                   |  |  |                |  |
|                          |             | …                  | …                   |  |  |       |  |  |                   |  |  |                |  |
|                          |             | …                  | …                   |  |  |       |  |  |                   |  |  |                |  |
| Eufrosina Castamonitissa |             | …                  |                     |  |  |       |  |  |                   |  |  |                |  |
|                          |             | …                  | …                   |  |  |       |  |  |                   |  |  |                |  |
|                          |             | …                  | …                   |  |  |       |  |  |                   |  |  |                |  |
|                          |             | …                  | …                   |  |  |       |  |  |                   |  |  |                |  |
| Alessio IV Angelo        |             | …                  |                     |  |  |       |  |  |                   |  |  |                |  |
|                          | N. Tornikes | Giorgio Tornikes   |                     |  |  |       |  |  |                   |  |  |                |  |
|                          | N. Tornikes | Giorgio Tornikes   |                     |  |  |       |  |  |                   |  |  |                |  |
|                          | N. Tornikes | …                  |                     |  |  |       |  |  |                   |  |  |                |  |
| Demetrio Tornikes        | N. Tornikes |                    |                     |  |  |       |  |  |                   |  |  |                |  |
|                          |             | N. Theophylaktaina | Demetrio Hephaistos |  |  |       |  |  |                   |  |  |                |  |
|                          |             | N. Theophylaktaina | Demetrio Hephaistos |  |  |       |  |  |                   |  |  |                |  |
|                          |             | N. Theophylaktaina | …                   |  |  |       |  |  |                   |  |  |                |  |
| Irene Tornikaine         |             | N. Theophylaktaina |                     |  |  |       |  |  |                   |  |  |                |  |
|                          |             | N. Malakes         | …                   |  |  |       |  |  |                   |  |  |                |  |
|                          |             | N. Malakes         | …                   |  |  |       |  |  |                   |  |  |                |  |
|                          |             | N. Malakes         | …                   |  |  |       |  |  |                   |  |  |                |  |
| N. Malakaine             |             | N. Malakes         |                     |  |  |       |  |  |                   |  |  |                |  |
|                          |             | …                  | …                   |  |  |       |  |  |                   |  |  |                |  |
|                          |             | …                  | …                   |  |  |       |  |  |                   |  |  |                |  |
|                          |             | …                  | …                   |  |  |       |  |  |                   |  |  |                |  |
|                          |             | …                  |                     |  |  |       |  |  |                   |  |  |                |  |